# Blâmont
Blâmont (Duits: Blankenberg in Lothringen) is een gemeente in het Franse departement Meurthe-et-Moselle in de regio Grand Est en maakt deel uit van het arrondissement Lunéville. De gemeente telde 1.046 inwoners op 1 januari 2022.

## Geschiedenis
Blâmont was de hoofdplaats van het gelijknamige kanton tot het op 22 maart 2015 werd opgeheven en de gemeenten werden opgenomen in het kanton Baccarat.

## Geografie
Blämont ligt in de vallei van de Vezouze. De oppervlakte van de gemeente bedraagt 7,41 vierkante kilometer; Op 1 januari 2022 was de bevolkingsdichtheid 141,2 inwoners per km².

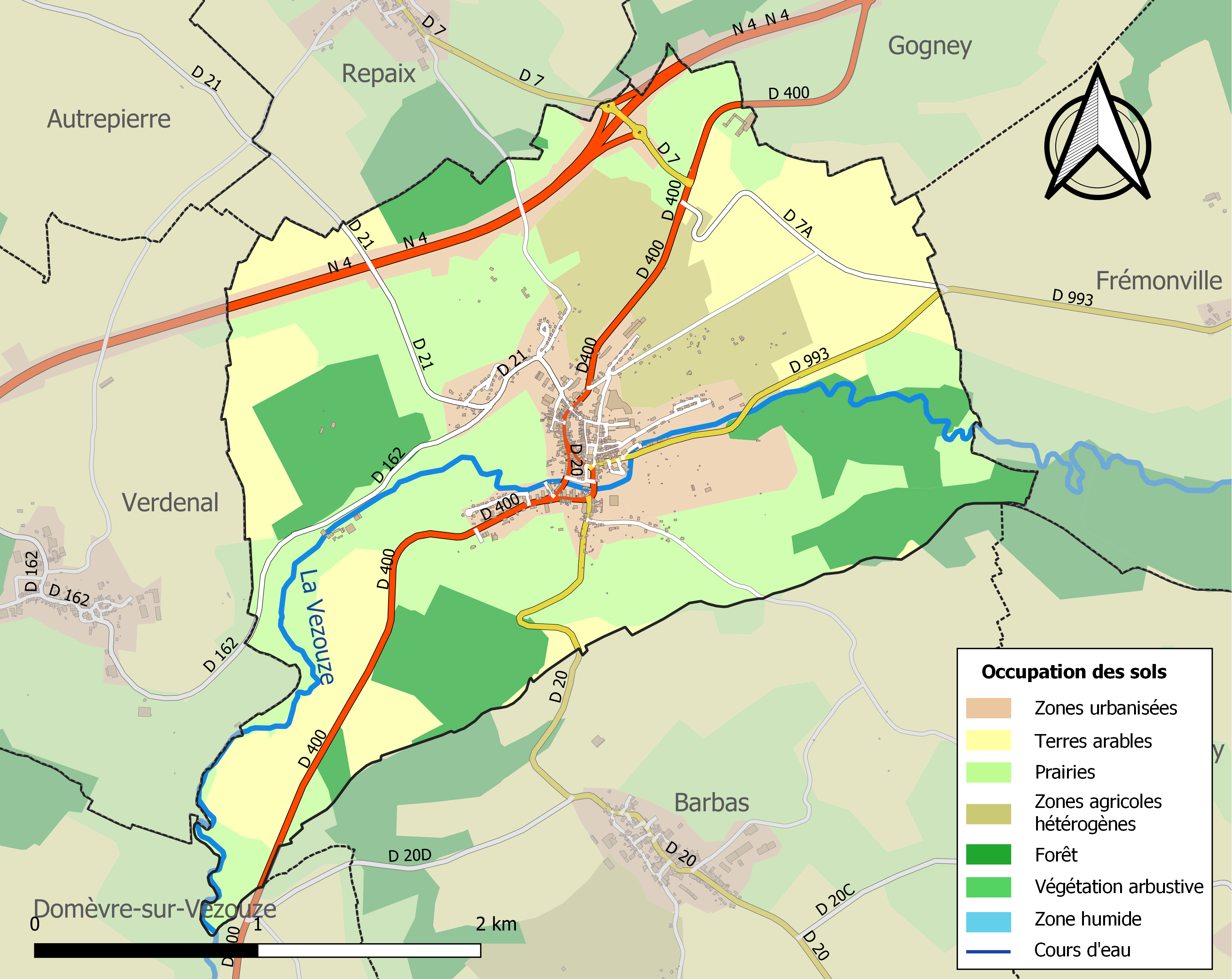
Kaart van de gemeente met de belangrijkste infrastructuur, bodemgebruik en omliggende gemeenten

## Demografie
Onderstaande figuur toont het verloop van het inwonertal.

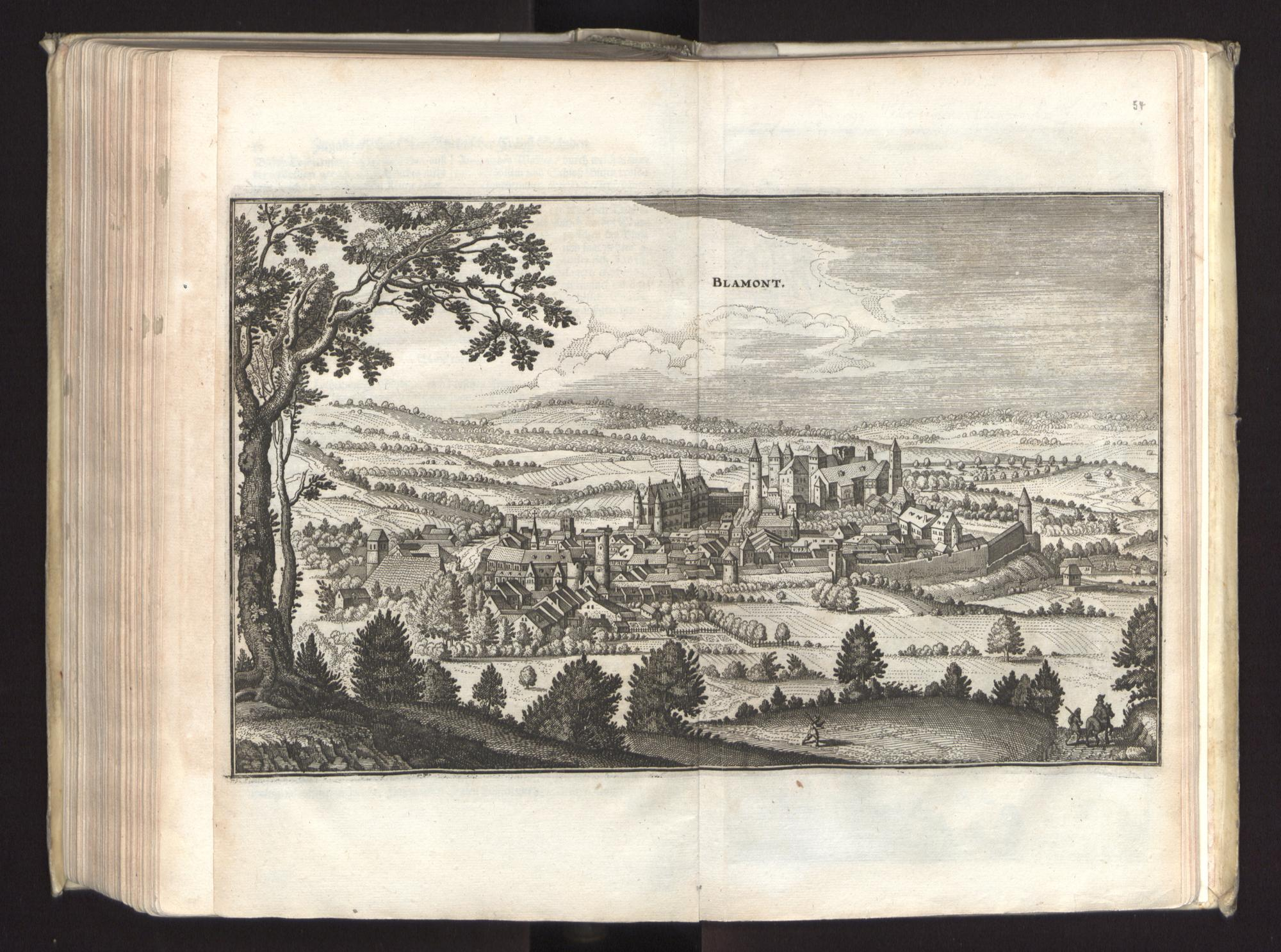
Kasteel Blâmont

## Geboren in Blâmont
- Florent Schmitt (28 september 1870-1958) componist en muziekpedagoog
- Antoine Veil (1926-2013), politicus en hoog ambtenaar